# Wulfila immaculatus
Wulfila immaculatus är en spindelart som beskrevs av Banks 1914. Wulfila immaculatus ingår i släktet Wulfila och familjen spökspindlar. Inga underarter finns listade i Catalogue of Life.